# Henrik Birch
Henrik Birch (* 5. September 1956 in Bjergby, Hjørring Kommune) ist ein dänischer Schauspieler.

## Leben
Birch wurde in der Region Nordjylland im Norden Dänemarks geboren. Er absolvierte seine Schauspielausbildung von 1976 bis 1979 an der Staatlichen Dänischen Theaterschule (Statens Teaterskole) in Kopenhagen.
Birch arbeitete zunächst hauptsächlich als Theaterschauspieler. Seine Bühnenkarriere begann er in der Spielzeit 1979/80 am Stadttheater von Odense. In den 1980er und 1990er Jahren folgten Engagements am Mammutteatret in Kopenhagen (1983, 1984), am Det Ny Teater (1984), am Aarhus Teater (1990, 1991), beim Café Teatret (1998) und am Holbæk Teater (1999).
Spätere Bühnenengagements hatte er u. a. am Grønnegårds Teatret (2009), am Mammutteatret in Kopenhagen (2006), am Teater Får 302 in Kopenhagen (2008, in der Hauptrolle in Klumpfisken), beim Theaterprojekt Operanord (2008), am Teamteatret in Kopenhagen (September/Oktober 2011, in einer Theaterversion von Rainman, als Autist Raymond mit der Rolle von Dustin Hoffman), am Grob Theater in Kopenhagen (Februar–April 2011, in Labyrinten von Thomas Levin) und am Aalborg Teater (2013).
Für seine Rolle in Labyrinten erhielt er 2011 eine Nominierung für den dänischen Theaterpreis Reumert in der Kategorie „Bester Nebendarsteller“.
Von September 2012 bis November 2012 spielte er am Folketeatret in Kopenhagen den Vater Capulet in Romeo og Julie. Im Januar 2013 trat er am Teater Får 302 in Kopenhagen in einer Bühnenfassung von Ingmar Bergmans Ritualet auf. Im November 2016 wirkte er in einer Produktion von Operanord in einer szenischen Lesung der Novelle Babettes Fest von Karen Blixen im Königlichen Theater Kopenhagen (Det Kongelige Teater) mit. 2017 gastierte er am Nørrebro Teater in De danser alene von Anders Fogh Jensen. In der Spielzeit 2017/18 tritt er am Theater Aalborg in Eugene O’Neills Familiendrama Eines langen Tages Reise in die Nacht auf.
Birch arbeitete auch für das Kino, den Film und das Fernsehen. Birch wirkte u. a. in den Kinofilmen In der Stunde des Luchses (2013) und The Idealist – Geheimakte Grönland (2015). In dem dänischen Kinofilm Klumpfisken (2014) von Regisseur Søren Balle spielte Birch die männliche Hauptrolle, den 45-jährigen Fischer Kesse, der, aus einer in der dritten Generation als Fischer tätigen Familie stammend, in Nordjütland ums finanzielle Überleben kämpft, und sich, trotz der Unterschiedlichkeit ihrer Charaktere, in eine Kopenhagener Meeresbiologin verliebt. Für seine Rolle erhielt Birch 2015 den dänischen Filmpreis Bodil sowie den dänischen Film- und Fernsehpreis Robert, jeweils in der Kategorie „Beste männliche Hauptrolle“.
Er hatte außerdem Rollen in den Fernsehserien Unit One – Die Spezialisten (2003, als Gefängniswärter Quist), Anna Pihl – Auf Streife in Kopenhagen (2006–2008, in einer durchgehenden Nebenrolle als Wachhabender Ole), Borgen – Gefährliche Seilschaften (2011, in einer wiederkehrenden Nebenrolle als Dr. Poul Iversen), Kommissarin Lund – Das Verbrechen (2012, als Politiker und Oppositionsführer Anders Ussing), Norskov (2015–2017, als Polizist Brammer), Bedehotellet (2015–2017, als Bauer Arne Kokholm), Grand Danois (2016, in einer durchgehenden Serienrolle als Zivilingenieur Henry Holm), Die Erbschaft (2017) und Mercur (2017, als Buchhalter Verner Vestergaard).
Im Bella-Block-Krimi Stille Wasser (Erstausstrahlung: Oktober 2017) spielte er eine Doppelrolle, den Kfz-Mechaniker Jens Johannsen und dessen verstorbenen Zwillingsbruder Lars, den Ehemann der Ortsvorsteherin (Katja Weitzenböck), der mit der örtlichen Bordellbesitzerin Lilo (Lina Wendel) ein neues Leben in Dänemark beginnen wollte.
Birch ist mit der Bühnenbildnerin Louise Beck verheiratet. Er ist Mitglied im Dänischen Schauspielerverband (Dansk Skuespillerforbund).

## Filmografie (Auswahl)
- 1983: Isfugle (Kinofilm)
- 1986: Et skud fra hjertet (Kinofilm)
- 1998: TAXA (Fernsehserie)
- 2000: Edderkoppen (TV-Miniserie)
- 2000: Skjulte spor (Fernsehserie)
- 2000: Zacharias Carl Borg (Kurzfilm)
- 2001: Et rigtigt menneske (Kinofilm)
- 2001: De udvalgte (Fernsehserie)
- 2003: Unit One – Die Spezialisten (Rejseholdet, Fernsehserie)
- 2004: Lad de små børn... (Kinofilm)
- 2006: Råzone (Kinofilm)
- 2006–2008: Anna Pihl – Auf Streife in Kopenhagen (Anna Pihl, Fernsehserie)
- 2009: Velsignelsen (Kinofilm)
- 2010: Smukke mennesker (Kinofilm)
- 2011: Borgen – Gefährliche Seilschaften (Borgen, Fernsehserie)
- 2012: Kommissarin Lund – Das Verbrechen (Forbrydelsen, Fernsehserie)
- 2013: In der Stunde des Luchses (I lossens time, Kinofilm)
- 2014: Klumpfisken (Kinofilm)
- 2015: The Idealist – Geheimakte Grönland (Idealisten, Kinofilm)
- 2015: Lillemand (Fernsehserie)
- 2015–2017: Norskov (Fernsehserie)
- 2015–2017: Badehotellet (Fernsehserie)
- 2016: Grand Danois (Fernsehserie)
- 2017: Die Erbschaft (Arvingerne, Fernsehserie)
- 2017: Mercur (Fernsehserie)
- 2017: Bella Block: Stille Wasser (Fernsehreihe)
- 2020: The Investigation – Der Mord an Kim Wall (Efterforskningen, Serie, 6 Folgen)
- 2023: Oxen (Fernsehserie, 2 Folgen)